# سیارک ۸۰۹۸
سیارک ۸۰۹۸ (به انگلیسی: 8098 Miyamotoatsushi، نامگذاری:1993SH2) هشت هزار و نود و هشتمین سیارک کشف شده‌است که در ۱۹ سپتامبر ۱۹۹۳ کشف شد.
قدر مطلق سیارک برابر ۱۴٫۶۰ است.